# Turdus xanthorhynchus
Turdus xanthorhynchus là một loài chim trong họ Turdidae.